# Лукаш Олег Михайлович
Олег Михайлович Лукаш (нар. 6 квітня 1972) — український футболіст, нападник.

## Життєпис
Грав у командах «Автомобіліст» (Суми), «Нафтовик» (Охтирка), «Металіст» (Харків). У сезоні 1997/98 років у складі «Металіста» завоював право виступати у вищій лізі чемпіонату України. Дебют у «вишці» — 11 липня 1998 року «Металлст» — «Динамо» (Київ) — 1: 6. Після виходу у вищу лігу, втратив місце в основному складі «Металіста». Продовжив кар'єру в «Миколаєві», з яким у тому ж сезоні вибув до першої ліги. Повернувся в «Металіст», а потім у «Нафтовик». Завершив кар'єру в сумській команді «Фрунзенець-Ліга-99» у 2002 році.